# Élections fédérales australiennes de 1977
Des élections législatives et sénatoriales fédérales se tiennent le 10 décembre 1977 en Australie afin de renouveler les 124 sièges de la Chambre des représentants et 34 des 64 sièges du Sénat.